# 綠島人權紀念碑
綠島人權紀念碑鑲嵌於人權紀念公園內，為國家人權博物館白色恐怖綠島紀念園區最西側範圍，1996年由時任人權教育基金會董事長的柏楊所發起，並於1998年12月10日在臺東縣綠島鄉動土開工，隔年12月10日完工揭碑。

## 興建過程
1968年1月，《中華日報》刊登作家柏楊翻譯的「大力水手」連載漫畫，因內容被認為影射蔣介石父子，有污衊之嫌疑，而遭調查局逮捕偵訊，同年被臺灣警備總司令部軍法處判處12年有期徒刑，並於1972年移送國防部綠島感訓監獄，1976年刑滿後仍被留置綠島，後因人權團體介入才被釋放。 1996年，柏楊的回憶錄在《中國時報》副刊連載，公視準備籌拍柏楊傳而要重返綠島，柏楊希望藉此興建「綠島垂淚碑」。之後，在《柏楊回憶錄》出版的座談會中，柏楊建議籌建「綠島垂淚碑」，以紀念政治受難人士並提醒後人。 當時柏楊擔任財團法人人權教育基金會董事長，建碑想法獲得該會董事呼應，由該會統籌成立建碑籌建委員會。之後，籌建委員先後拜訪綠島鄉公所、交通部觀光局東部海岸國家風景管理處等業管單位，獲得支持建碑理念，並建議先取得輿論支持。因此於11月17日，在臺灣大學校友會館召開「綠島垂淚碑建碑發起人成立大會」，建碑理念得到媒體支持。
1998年5月，柏楊與行政院長蕭萬長見面，希望在12月10日世界人權宣言50周年暨世界人權日當天破土動工，亦獲得支持。9月14日，柏楊等人在東部海岸風景區管理處官員陪同下，赴綠島探勘，確定在將軍岩前的公館村船澳附近之公園預定地建碑，並於當天定樁。但隔天經報紙報導後，卻引起綠島居民反彈，認為「垂淚」太過悲情。10月8日，人權教育基金會董事暨建碑委員聯席會議決議，更改碑名為「人權紀念碑」，並獲鄉民同意。12月8日，綠島地方人士40餘人聚集鄉公所，抗議紀念碑可能破壞自然景觀，尤其可能擋住將軍岩表達不滿。 經溝通後，村民同意興建。12月10日，「人權紀念碑」在時任行政院長蕭萬長的主持下動土典禮，並於1999年12月10月上午，由時任總統的李登輝與柏楊共同主持揭碑儀式。

## 紀念碑及名錄
人權紀念碑座落於綠島鄉公館段231-2地號的人權紀念公園內，總佔地2,071.4平方公尺，整體園區聘請漢寶德設計規劃，由交通部觀光局負責興建紀念公園，人權教育基金會負責興建紀念碑體，包含碑文及受難者名錄。漢寶德赴綠島探勘後，認為當地濱海景觀渾然天成，如設立高聳的紀念碑將影響景觀，因此讓紀念碑走入地下，創造一個自然而平靜的空間。至於刻字石材方面，建碑委員會選用厚度10公分的西班牙萊姆石作為碑文石材，並聘請書法家戴蘭村書寫直式碑文；而受難者姓名的碑牆則選厚度6公分的西班牙萊姆石，採由左向右、依筆劃順序排列的橫寫，字體則為電腦字體；其他未刻字的牆面選用厚度4-6公分的法國萊姆石，以做區別。 
由於柏楊最初籌劃「垂淚碑」，是為紀念臺灣白色恐怖時期無辜囚禁綠島的人所造成的傷痛，因此提出「在那個時代，有多少母親，為她們囚禁在綠島上的孩子，長夜哭泣」做為碑文，經董事暨建碑委員聯席會議討論後，於1998年6月19日通過。至於受難者名單，在柏楊于1996年發動建碑運動時，就已呼籲碑上刻錄受難者姓名，1999年，柏楊等人開始徵求受難者名錄，經受難者或家屬同意後，才錄刻於紀念碑，該年底落成時有509名受難者名單。由於名單無法一次彙齊，而採5階段陸續增列方式，至2006年時已累積至956名受難者名錄。2007年，因萊姆石材風化嚴重，文建會中部辦公室遂進行修繕工程，以花崗石取代萊姆石，並重新比對、扣除誤植及重複者，正式錄刻943名受難者。2009年，綠島人權紀念園區依據相關檔案、戶政資料、口述歷史與回憶錄等資料，整理出8,296名受難者，並展示於人權紀念碑的半戶外牆面，即是現今所見的受難者名錄。